# Clandestine-Radio
Clandestine-Radio bzw. Clandestine-Sender (englisch clandestine ‚heimlich, verstohlen‘) auch Geheimsender sind Hörfunksender, die von einem heimlichen oder unbekannten Standort aus senden. Damit soll entweder der Verfolgung durch politische Gegner entgangen oder eine falsche Identität vorgetäuscht werden. Clandestine-Sender dienen der politischen oder religiösen Propaganda.
Während des Zweiten Weltkrieges und in vielen Stellvertreterkonflikten des Kalten Krieges waren Clandestine-Radiosender Teil der Agenda von politischen Gruppen um deren Machtanspruch zu untermauern. Heute existieren nur noch vereinzelt solche Sender, da durch moderne Datennetzwerke oft genauso effektive Verbreitungsmöglichkeiten für multimediale Inhalte bestehen. Das Internet erleichtert außerdem die Verschleierung der genauen Herkunft der Inhalte und verlangt nur eine minimale technische Infrastruktur. Darüber hinaus gelingt auch eine beabsichtigte Täuschung der Hörer eines Untergrundsenders über dessen Betreiber immer seltener.
Der am längsten arbeitende Clandestine war Radio España Independiente, gegründet von der spanischen Kommunistischen Partei 1941 und erst aufgegeben nach General Francos Tod 1977.

## Definition und Abgrenzung
In der deutschen Sprache ist auch der Begriff „Untergrundsender“ für clandestin sendende Stationen üblich. Aus der Sicht des Betreibers soll eine Clandestine-Radiostation dem Zielpublikum eine alternative Sicht des politischen Geschehens überhaupt erst zu ermöglichen und zusätzliche Informationen verfügbar machen – gerade dann, wenn im Zielgebiet der Ausstrahlung eine nationale Zensur herrscht und/oder ein staatlicher Rundfunk ein Meinungs- und Informationsmonopol ausübt – wie in Diktaturen üblich. Die Programme von Clandestine-Stationen verwenden bevorzugt die natürliche Sprache ihrer Zielhörerschaft, um die gewünschten politischen Inhalte zu transportieren. Andere Inhalte, insbesondere Musik, werden oft an ihre politische Mission angepasst. Allein aufgrund der Tatsache, dass der Sender aus einer verschleierten Position betrieben wird, kann nicht klar unterschieden werden, ob es sich um einen Propaganda- oder Hetz-Sender handelt oder ob tatsächlich ein legitimes Anliegen vorliegt.
Als Betreiber von „Clandestines“ kommen alle Akteure in Frage, die sich in andauernden Konflikten befinden und über ausreichende Mittel verfügen. Dies können Staaten oder Exil-Regierungen aber auch Geheimdienste, politischen Parteien, Oppositionsgruppen oder bewaffneten Rebellen sein, welche sich gegebenenfalls selbst betätigen oder Tarnorganisationen einsetzen. Je nach Zielsetzung kann sich der Betreiber offen identifizieren oder seine Rolle verschleiern oder sogar ableugnen. Dies gilt auch für den Betrieb der Sendeanlagen selbst.
Je nach Standort und Betreiber handelt es sich bei einem Clandestine-Radiosender um eine Station, die – mit oder ohne Lizenz oder Rufzeichen – vom Machthaber des Zielgebietes unerwünschte Sendungen ausstrahlt. Sender können konspirativ als Schwarzsender im Zielgebiet selbst betrieben werden, sind dann aber dem Risiko eventueller staatlicher Verfolgung durch den jeweiligen Machthaber ausgesetzt. Alternativ erfolgt die Ausstrahlung von einem benachbarten Land oder sogar aus Gebieten, welche als „Niemandsland“ keiner effektiven Kontrolle unterliegen. Dabei verschleiert man möglichst den genauen Standort, damit der Urheber nicht erkannt und Störmaßnahmen erschwert werden.
Clandestine-Radiostationen unterscheiden sich mit ihrer politischen Zielsetzung von Piratensendern („Pirate-Radio“), die in Europa vor allem in den 1960er und 1970er Jahren in der Nordsee aktiv waren, um das Radiomonopol der öffentlich-rechtlichen Sender zu umgehen und sich dabei auf den internationalen Status der Weltmeere stützten. Im Gegensatz zu Piratensendern handelt es sich bei Clandestine-Sendern vornehmlich um landgestützte Sendestationen. Der Betrieb der Clandestine-Sender erfolgte vor allem auf Kurzwelle, vereinzelt aber auch auf Mittelwelle oder anderen Wellenbereichen.

## Unterteilung der Clandestine-Sender
Fast von ihren frühesten Tagen an waren Radiosender Instrument von Propaganda und Gegenpropaganda, spätestens seit 1933 (Beginn der NS-Zeit) so aktiv, dass Radioausstrahlungen zum Werkzeug einer staatlichen Regierung werden konnten. Rundfunk spielte ab diesem Zeitpunkt in jedem folgenden lokalen, bilateralen oder grenzüberschreitenden Konflikt eine massive Rolle. Clandestine-Sender werden in drei Gruppen unterteilt.

### White Clandestines (klare Identifikation)
„Weiße“ Clandestine-Sender sind seltene Ausnahme und daher die kleinste Gruppe. Sie „benötigen“ einen echten Krieg. Hier ist als herausragendes Beispiel die 'BBC London', also der Londoner Rundfunk als deren deutschsprachiges Anti-Hitler-Programm, in den 1940er Jahren zu nennen. Diese Station sendete legal, mit Lizenz und klarer Identifikation auf registrierten Frequenzen; was sie zu einem „White“-Clandestine machte, ist die Tatsache, dass in einem Kriegszustand mit dem Staat des Zielgebietes (Großdeutsches Reich) die Ausstrahlungen zwar sachlich, jedoch in der Auswahl der gesendeten Fakten und Kommentare doch parteiisch erfolgten. Der zweite Grund zur Kategorisierung „White“-Clandestine ist darin zu finden, dass der Empfang des Senders im Zielgebiet per Gesetz verboten war. Hingegen war die in den 1960er bis 1980er Jahren bei Journalisten und DXern bekannte Station Frieden und Fortschritt aus der Sowjetunion kein Clandestine-Sender, da der Empfang in Deutschland nicht verboten war.

### Grey Clandestines (unklare Identifikation)
„Graue“ Clandestine-Sender unterscheiden sich von den „weißen“ Clandestines meist durch Nichtvorliegen einer Sendeerlaubnis, alternativ durch Sendeaktivität außerhalb der Staatsgrenzen der Zielhörerschaft.
Die typische „Grey Clandestine“-Station wird betrieben von Oppositionellen im eigenen Land entweder auf Territorium des kritisierten Staates oder in einem Nachbarstaat, der die Propaganda oft sogar unterstützt (Beispiel: USA und Kuba). Diese Art von Clandestine-Sendern stellt daher die überwiegende Mehrzahl der Clandestine-Radiostationen dar. Ob es sich bei der für den Betrieb des Senders verantwortlichen Opposition um eine politische Partei, um eine Splittergruppe, um eine Resistance-Bewegung oder um bewaffnete Guerilla handelt, ist für die Zuordnung zu dieser Gruppe letztlich unerheblich. Entscheidend ist, dass es sich um einen Propaganda-Sender handelt, der mit oder ohne Frequenzregistrierung ausstrahlt – wobei eine Registrierung lediglich in einem Nachbarstaaten des Zielgebietes erfolgt. Der erste einer größeren Öffentlichkeit bekannt gewordene Grey-Clandestine-Sender startete am 9. Juni 1933 in Kuba – in der Nähe des Ortes Matranzas – und wurde von einer studentischen Revolutionsgruppe gegründet. Anlass war der spontane Ausbruch von Streiks im Lande. Die Propaganda richtete sich gegen die damalige Machado-Diktatur. Der Sender rief die kubanische Armee zur aktiven Revolte auf. Bereits nach wenigen Tagen hatte die kubanische Polizei den Sendestandort gefunden und beschlagnahmte die Sendeanlage, womit die Agitation gestoppt war. Geholfen hat diese Maßnahme dem damaligen kubanischen Präsidenten nicht mehr; schon wenige Monate später im August 1933 musste er aufgeben und ins Ausland fliehen. Diesem Beispiel folgend hat so mancher Clandestine-Sender der letzten Jahrzehnte einen erheblichen Anteil an tiefgreifenden politischen Änderungen im Zielgebiet gehabt. Demzufolge ist eine Clandestine-Station ein Mittel im Konflikt zwischen Regierung und außerparlamentarischer oder rebellierender Opposition, was in den 1970er- und 1980er-Jahren zu einem Anstieg der Anzahl von Clandestine-Radiosendern führte. Heute ist jede bewaffnete politische Auseinandersetzung innerhalb eines Landes oder einer Region fraglos begleitet von einem oder sogar mehreren Clandestine-Sendern.

### Black Clandestines (gegenteilige Identifikation)
„Schwarze“ Clandestine-Rundfunksender grenzen sich von den anderen dadurch ab, dass ihren Sendungen zeitnah militärische oder paramilitärische Aktionen folgen. Dabei kann es sich auch um einen Bürgerkrieg handeln. Ein weiteres Merkmal 'schwarzer' Clandestine-Sender ist die „psychologische Kriegführung“: Beispielsweise kann der Sender unter dem Namen eines anderen Sender mit gegensätzlichen Programm ausstrahlen (gängiges Beispiel: Eine durch eine subversive Clandestine-Station angegriffene Regierung eröffnet einen Sender gleichen Namens. Diese neue Sendestation gibt vor, Sendestation der Rebellen oder der Gegenseite zu sein, ist es aber nicht, und sendet leicht regierungsfreundliche Programme).
Solche Sender werden im Englischen als „PsyWar Tool“ oder „PSYOPS“ bezeichnet und sollen Verwirrung stiften. Eine bedeutende Zielgruppe sind hierbei die jeweils gegnerischen Streitkräfte. Eine kleine Zahl spezialisierter DXer hat es sich zur Aufgabe gemacht, die Black-Clandestine-Sender geografisch zu lokalisieren und zu enttarnen. Besonders schwer wird dies, wenn der 'Black Clandestine' anfänglich eine regierungsfeindliche Meinung verbreitet, um dann den Inhalt der Sendungen Stück für Stück langsam in die Gegenrichtung zu verändern. Oft arbeiten Black-Clandestines auf einer direkten Nachbarfrequenz des Gegners; dieser Umstand machte es dem Publikum bei der Frequenzsuche nicht leichter. Denn in den Krisengebieten dieser Welt waren Radioempfänger mit Digitalanzeige nicht weit verbreitet, dort war und ist eher die manuelle Abstimmung auf einer Frequenzskala die Regel.
Eine eindeutige Abgrenzung zwischen „grey“ und „black“ Clandestines ist nicht in jedem Fall möglich, da sich Merkmale im Einzelfall überschneiden können:
- Der „Soldatensender Calais“ (1943–1945), der nach der alliierten Invasion in der Normandie in Soldatensender West umbenannt wurde, wird allgemein als Black-Clandestine eingestuft, da er lange Zeit von vielen Deutschen als Wehrmachtsender angesehen wurde. Betrieben wurde er jedoch von Briten.
- Die  von Nord- nach Südkorea ausgestrahlte Clandestine-Station „Voice of the National Salvation“[3] meldete sich mit „der Dienst der Nationalen Demokratischen Front Südkoreas“ (NDFSK). Es wurde fälschlich suggeriert, die Sendungen kämen von südkoreanischem Boden aus, und auch offen nordkoreanische Medien behaupteten, die „NDFSK“ sei eine südkoreanische Bewegung und ihr Sender „Voice of the National Salvation“ aus Seoul,[4] um den Anschein zu erwecken oder aufrechtzuerhalten, es gebe in Südkorea eine bedeutende pro-nordkoreanische Opposition. Als eine der im Juli 2003 ausgehandelten Gegenleistungen für südkoreanisches Appeasement („Sonnenscheinpolitik“) stellte Nordkorea den Betrieb dieses „südkoreanischen“ Senders am 1. August 2003 ein und strahlte stattdessen ab dem 15. August Koreanisches Zentralfernsehen aus; NDFSK-Propaganda und -Agitation wurden indes über die sich ebenfalls als NDFSK-Organ ausweisende Website „The National Salvation Front“[5] (seit Juni 1997) fortgesetzt.[6]

Siehe auch: Deutscher Freiheitssender 904, Deutscher Soldatensender 935, Radio Vltava, Concordia »V«: »Alte Garde Lenins«

## Klassische Clandestine-Sender

### Afrika und Naher Osten
Im seit 2011 andauernden Syrischen Bürgerkrieg werden auch Radiosender zur politischen Propaganda genutzt. Radio Al-Kul wurde von geflohenen Syrern gegründet und sendet von Istanbul aus für Syrien und die syrische Diaspora im Ausland. Neben einem Internet Livestream wird das Programm von Radio Al-Kul auch über Eutelsat 8 (8.0° W), 12563 V und DVB-S 27500 ausgestrahlt.
Aus dieser Weltregion melden und meldeten sich Clandestine-Sender am häufigsten, aufgrund der großen Konflikthäufigkeit in diesem Gebiet. Diese Region ist gekennzeichnet von einer Vielfalt von Staaten, sowie durch eine Vielzahl von lokalen oder sich in Grenznähe befindlichen Befreiungsorganisationen, wodurch eine hohe Sendeaktivität begründet ist. Gerade diese Improvisation in allen Belangen machte es dem DXer und professionellen Hörer dieser Stationen zu einem besonderen Erlebnis, diese zu empfangen. Tonmitschnitte blieben trotzdem rar, weil oft die jeweils gegnerische Seite sogenanntes Jamming betrieb. Tonbeispiele auf der Website des DXers Dave Kernick belegen aber die Hörbarkeit insbesondere in den 1970er- und 1980er-Jahren. Die Sendungen sind regional orientiert, daher ist die überwiegende Anzahl der Programmstunden entweder in der Landessprache oder sogar in lokalen Dialekten ausgestrahlt worden. Die Pausensignale und Stationsansagen zu Beginn und Ende der jeweiligen Ausstrahlung sind jedoch für den geübten DXer eine gute Identifikationsmöglichkeit. Weiter hatte eine Minderheit der Clandestine-Sender in Afrika Ansagen in Englisch oder Französisch aufgenommen, nicht aber „Voice of the Broad Masses“ aus Eritrea – im Befreiungskampf gegen Äthiopien. Die Gegenstation „Voice of United and Free Ethiopia“ verzichtete ebenfalls darauf. Im portugiesischsprachigen Mosambik meldete sich die „Voz de Africa Livre“ – Stimme des freien Afrikas – mit englischen Ansagen und Nachrichten zu Wort, deren Verantwortung bei der Befreiungsarmee FRELIMO lagen. – Ebenso meldete sich 'Radio Kudirat, the Voice of Democracy' mit dem Zielgebiet Nigeria 1996 in Englisch zu Wort. Diesem Vorbild folgte 1997 'Radio Nadeco, the Voice of Free Nigeria'. – Ebenfalls zeitweise in Englisch sendend, wurde durch das Erkennungssignal des krähenden Hahnes ein für Angola ausgestrahltes Programm populär: VORGAN, eine Station mit der Ansage „Voice of the Resistance of the Black Cockerel“ sendete bis 2. April 1998 erfolgreich unter Leitung der UNITA gegen die amtierende, zuerst marxistisch orientierte MPLA. Diese exemplarische Aufzählung belegt, dass Clandestine-Sender oft entweder mitverantwortlich oder begleitend bei politischen Umstürzen oder Umsturzversuchen beteiligt waren. Ihre Rolle war in diesem Kontinent maßgeblich, da durch die hohe Zahl an Analphabeten die Meinungsbildung der Mehrheit der Bevölkerung durch das Radio erfolgte und erfolgt.

### Asien
In vielen asiatischen Ländern wurden gewaltsame Machtwechsel und kriegerische Konflikte von einem Propagandakrieg begleitet. Die USA betreiben seit den 1960er Jahren Radio Free Asia.
Im Tibetkonflikt ist seit "Voice of Tibet" aus Norwegen ein Programm in tibetanisch und Mandarin für Tibet. Das Programm wird mittels Kurzwelle übertragen und als Podcast verbreitet. Auch die „Voice of Free Tibet“ als Sprachrohr des aus seinem Heimatland vertriebenen Dalai Lama und der Exilregierung sendete historisch über einige Jahre. Das Programm wurde zunächst auf Kurzwelle und dann auch als Podcast verbreitet. Das Programm wurde durch eine Stiftung finanziert.
Der Vietnam-Krieg und der gesamte Konflikt in Indochina von 1964 bis 1975 wurden von Clandestine-Sendern begleitet: 'Mother Vietnam', 'Liberation Radio' oder 'Voice of Freedom Radio' strahlten Programme in Englisch und überwiegend Vietnamesisch aus.

### Amerika
Der populärste Clandestine-Sender war Radio Rebelde, das von Che Guevara und Fidel Castro als Hilfsmittel genutzt wurde, um den damaligen Diktator Batista zu stürzen. Besonders Che erkannte schnell den Stellenwert, den Radioprogramme bei der Bevölkerung hatten. Heute ist Radio Rebelde als staatlicher Sender mit Lizenz kein 'Clandestine' mehr. Kuba war immer Zielgebiet von Clandestine-Radiostationen: nach dem Sieg der kubanischen Revolution Anfang Januar 1959 wurde Jahre später die neue Regierung unter Castro selbst Ziel politischer Agitation. La Voz del C.I.D. (Cuba Independiente y Democrática) – „die Stimme des demokratischen und unabhängigen Kuba“ – war 1981 bis 1998 ein Propaganda-Sender der Anti-Castro-Fraktion mit Studio in Florida, der teilweise bei anderen Kurzwellenstationen Sendezeit kaufte, um die eigenen Programme auszustrahlen. Im Jahre 1994 wurde durch Radio Nederland die lange vermutete Tatsache publik gemacht, dass La Voz del C.I.D. mit Hilfe des amerikanischen Geheimdienstes CIA gegründet worden war und die Finanzierung der Sendungen ebenfalls durch die CIA erfolgte, die als Reaktion kurz darauf die Zahlungen einstellte. Bis zur Aufgabe des Sendebetriebes finanzierten sich die (reduzierten) Programme durch Gruppen von Exil-Kubanern, die schon vorher Einfluss auf die Programmgestaltung hatten. Ein bedeutender weiterer Clandestine-Sender gegen Castro war Radio Caiman, ebenfalls von der CIA gegründet und finanziert. – Hohe Beachtung bei der Bevölkerung von Nicaragua fand 1978 / 1979 der Sender Radio Sandino der nicaraguanischen Sandinisten. Am 19. Juli 1979 ergriffen diese die Macht, die sie dem korrupten Diktator Somoza entrissen hatten. – La Voz de la Libertad (Stimme der Freiheit) war 1987 in Panama unverkennbar durch einprägsam hinterlegte Morsezeichen bei der Stationsansage und richtete sich gegen den regierenden Manuel Noriega.
Bereits im Dezember 1989 wurde er durch einmarschierende US-Truppen gestürzt. Wieder war dem Ende eines Diktators die Errichtung einer Clandestine-Station vorhergegangen.

## Liste bekannter Clandestine-Radiostationen

### Vor 1960

#### Afrika
| Name                              | Zielgebiet | Betreiber            | Zeitraum |
| --------------------------------- | ---------- | -------------------- | -------- |
| Imperial Ethiopian Radio Stations | Äthiopien  | Kaiser Haile Selasse | 1935/36  |
| Radio Diego Suarez                | Madagaskar | Pro-British Groups   | 1942     |

#### Europa
| Name                                                   | Zielgebiet                       | Betreiber                                                                   | Zeitraum                        |
| ------------------------------------------------------ | -------------------------------- | --------------------------------------------------------------------------- | ------------------------------- |
| Atlantiksender                                         | Großdeutsches Reich              | Britische Regierung                                                         | März 1943–April 1945            |
| Soldatensender Calais ab Juni 1944 Soldatensender West | Frankreich / Großdeutsches Reich | Britische Regierung                                                         | Oktober 1943–April 1945         |
| Sender Gustav Siegfried 1                              | Großdeutsches Reich              | Britische Regierung                                                         | Mai 1942–November 1943          |
| Landschaftssender Berlin der Schwarzen Front           | Großdeutsches Reich              | Otto Strasser, Rudolf Formis via Prag                                       | Herbst 1934 bis 24. Januar 1935 |
| Radio Humanité                                         | Westeuropa                       | Großdeutsches Reich (getarnt)                                               |                                 |
| Radio Freies Deutschland                               | deutsche Wehrmacht               | Sowjetunion und NKFD                                                        | 1943–1945                       |
| Sender »Bir Hakeim«                                    | deutsche Wehrmacht               | Gruppe Bir Hakeim (französische Partisanen)                                 | bis 1945                        |
| Radio Werwolf                                          | Berlin                           | Propagandaministerium des Deutschen Reiches                                 | 1945                            |
| Radio Blyskawica                                       | Warschau                         | polnischer Widerstand                                                       | 1944                            |
| Deutscher Freiheitssender 29,8                         | Großdeutsches Reich              | KPD                                                                         | 1937–39                         |
| Deutscher Freiheitssender 904                          | Bundesrep. Deutschland           | KPD und DDR                                                                 | 1956–71                         |
| Deutscher Soldatensender 935                           | Bundesrep. Deutschland           | DDR, Politische Hauptverwaltung des Ministeriums für Nationale Verteidigung | 1960–72                         |
| Sender 1212                                            | Großdeutsches Reich              | USA, via Luxemburg                                                          | Dezember 1944–April 1945        |
| Vaterland Radio                                        | Griechenland                     | Großdeutsches Reich                                                         |                                 |

Anmerkung: 1933 bis 1945 fand ein psychologischer Ätherkrieg statt, in dem der Propaganda des Deutschen Reiches nicht weniger als 130 Radiostationen gegenüberstanden, die deutschsprachige Sendungen gegen die nationalsozialistische Regierung ausstrahlten. Viele dieser Sender wurden von prominenten deutschen Emigranten unterstützt, sei es finanziell, sei es als Autoren, Sprecher oder Übersetzer.

#### Asien
| Name                                                | Zielgebiet | Betreiber                                                  | Zeitraum     |
| --------------------------------------------------- | ---------- | ---------------------------------------------------------- | ------------ |
| Congress Radio                                      | Indien     | „Quit India“-Bewegung (Anti-Britisch)                      | 1942         |
| Free Voice of the Authentic Vietnamese Nationalists | Vietnam    | Organisation Cao Dai                                       | 1954/55      |
| Radio Haganah                                       | Palästina  | Organization Hebrew for Defense (Zionistisch)              | ab 1940      |
| Radio Comet // Radio Mercury                        | Korea      | US Army                                                    | ab Okt. 1950 |
| Voice of the South                                  | Vietnam    | Betreibergruppe Viet Minh für Unabhängigkeit v. Frankreich | 1947–54      |

#### Amerika
| Name               | Zielgebiet              | Betreiber                                                        | Zeitraum        |
| ------------------ | ----------------------- | ---------------------------------------------------------------- | --------------- |
| Voz de la Libertad | Costa Rica              | unbekannt                                                        | 1948–50         |
| Radio Liberacion   | Guatemala               | MLN (Teil der Militär-Junta, Unterstützt von der CIA)            | 1954            |
| Radio Rebelde      | Kuba                    | Kubanische Rebellenarmee, Instituto Cubano de Radio y Televisión | ab Februar 1958 |
| Radio Libertad     | Dominikanische Republik | Anti-Trujillo-Movement                                           |                 |

### 1960 bis 1980

#### Afrika
| Name                                                  | Zielgebiet  | Betreiber       | Zeitraum |
| ----------------------------------------------------- | ----------- | --------------- | -------- |
| Voice of Truth                                        | Angola      | UNITA           |          |
| V.O.R.G.A.N.                                          | Angola      | UNITA           |          |
| Voice of Fighting Angola                              | Angola      | MPLA            |          |
| Voice of the Broad Masses of Eritrea                  | Eritrea     | EPLF            |          |
| Voice of the West Somali and the Abo Liberation Front | Äthiopien   | WSLF und SALF   |          |
| Voice of Namibia                                      | Namibia     | SWAPO           |          |
| Voice of Free Sahara                                  | West-Sahara | Polisario Front |          |

#### Asien
| Name                                               | Zielgebiet           | Betreiber                                                     | Zeitraum  |
| -------------------------------------------------- | -------------------- | ------------------------------------------------------------- | --------- |
| Radio Khmer Serei                                  | Kambodscha           | Khmer Freedom Movement                                        |           |
| Echo of Hope                                       | Nordkorea            | Agency for National Security Planning                         |           |
| Voice of Reunification                             | Nordkorea            | südkoreanische Regierung                                      |           |
| New Star Broadcasting Station                      | Volksrepublik China  | Taiwan                                                        |           |
| Voice of the People’s Liberation Army              | VR China             | taiwanischer Geheimdienst                                     |           |
| Contingent of Proletarian Fighters                 | VR China             | taiwanischer Geheimdienst                                     |           |
| Central People’s Broadcasting Station              | VR China             | taiwanischer Geheimdienst                                     |           |
| Voice of the Revolutionary Party for Reunification | Südkorea             | NDFSK, eine nordkoreanische Guerillagruppe                    |           |
| Voice of Malayan Revolution                        | Malaysia             | Malaysian Communist Party                                     |           |
| Voice of the Thai People                           | Thailand             | Thai Patriotic Front and Communist Party of Thailand          |           |
| Liberation Radio                                   | Südvietnam           | National Liberation Front (Viet Cong, Nordvietnam)            | bis 1975  |
| Mother Vietnam                                     | Nordvietnam          | Südvietnamesische Regierung (Strategic Technical Directorate) | 1971–1975 |
| Hanoi Radio                                        | Nordvietnam          | amerikanisches Militär und CIA                                | 1970–1975 |
| Voice of United Indochina                          | Nordvietnam          | Geheimdienst C.I.A.                                           | 1970–1975 |
| Radio Maubere                                      | Osttimor, Australien | FRETILIN                                                      | 1975–1978 |

#### Amerika
| Name                          | Zielgebiet              | Betreiber                                       | Zeitraum |
| ----------------------------- | ----------------------- | ----------------------------------------------- | -------- |
| La Voz del C.I.D.             | Kuba                    | CIA                                             |          |
| Radio Caiman                  | Kuba                    | CIA                                             |          |
| Voz de la Esperanza           | Kuba                    | Exil-Kubaner                                    |          |
| Voz de la Resistencia Chilena | Chile                   | Bureau de la Resistencia Antifasciste Chilienne |          |
| Radio Magellanes              | Chile                   | Chilean Communist Party                         |          |
| Radio Clarin                  | Dominikanische Republik | Secretaria de las Fuerzas Armadas Dominicanas   |          |
| Voz de la UNO                 | Nicaragua               | United Nicaraguan Opposition                    |          |
| Radio Sandino                 | Nicaragua               | FSLN                                            | 1977/79  |

### Ab 1981

#### Afrika
| Name                                                   | Zielgebiet                   | Betreiber                                         | Ziel                                                                                 | Zeitraum  |
| ------------------------------------------------------ | ---------------------------- | ------------------------------------------------- | ------------------------------------------------------------------------------------ | --------- |
| Radio Peace and Liberty                                | Zentralafrikanische Republik | A. Kolingba (Rebell)                              |                                                                                      |           |
| Radio Bardai / Radio Chad                              | Tschad                       | GUNT, unterstützt von Libyen                      |                                                                                      |           |
| Radio CANDIP                                           | DR Kongo                     | Thomas Lubanga, Union of Congolese Patriots (UPC) |                                                                                      | 1999–2003 |
| Radio Bukavu                                           | DR Kongo                     | RCD                                               |                                                                                      |           |
| Voice of the Broad Masses of Eritrea                   | Eritrea                      | Eritreische Volksbefreiungsfront                  |                                                                                      |           |
| Voice of Democratic Eritrea                            | Eritrea                      | ELF-RC                                            |                                                                                      |           |
| Voice of the Eritrean Liberation Front                 | Eritrea                      | Eritreische Befreiungsfront (E.L.F.)              |                                                                                      |           |
| Millennium Voice                                       | Eritrea                      | Voice of Eritrea                                  |                                                                                      |           |
| Voice of Tigray Revolution                             | Äthiopien                    | Tigreische Volksbefreiungsfront                   |                                                                                      |           |
| Voice of the Ethiopian Revolution                      | Äthiopien                    | irakischer Geheimdienst                           |                                                                                      |           |
| Voice of the West Somali and the Abo Liberation Front  | Äthiopien                    | Westsomalische und Somali-Abo-Befreiungsfront     |                                                                                      |           |
| Voz da FRELIMO                                         | Mosambik                     | FRELIMO                                           |                                                                                      |           |
| Voice of the People of Namibia                         | Namibia                      | unbekannt, Anti-SWAPO                             |                                                                                      |           |
| Radio Kudirat                                          | Nigeria                      | UDFN                                              |                                                                                      |           |
| Voice of Biafra International                          | Nigeria                      | Biafra Foundation                                 |                                                                                      |           |
| Radio Mogadishu, Voice of the Somali Pacification      | Somalia                      | Uthman Ali Ato                                    |                                                                                      |           |
| Radio SNM Voice of the Somali National Movement        | Somalia                      | Somali National Movement                          |                                                                                      |           |
| Radio Hargeisa                                         | Somalia                      | Secessionist Movement Republic Somaliland         |                                                                                      |           |
| Radio Banaadir                                         | Somalia                      | „eine Gruppe somalischer Geschäftsleute“          |                                                                                      |           |
| Radio Télévision Libre de Mille Collines (RTLM)        | Ruanda                       | Hutu Regierung unter J. Habyalimana (Hass-Sender) |                                                                                      |           |
| Radio Freedom                                          | Südafrika                    | ANC                                               |                                                                                      |           |
| Voice of Sudan                                         | Sudan                        | Sudanese NDA                                      |                                                                                      |           |
| Voice of Liberty and Renewal                           | Sudan                        | SAF (affiliate with NDA)                          |                                                                                      |           |
| Radio SPLA                                             | Sudan                        | Sudanese People’s Liberation Army (SPLA)          | Sturz der islamischen Regierung in Khartoum, unterstützt durch Äthiopien und Libyen. | 1988      |
| Radio Rhino International                              | Uganda                       | UPC                                               |                                                                                      |           |
| Voice of the People (Radio VoP)                        | Simbabwe                     | ehemalige Mitarbeiter der ZBC                     |                                                                                      |           |
| SW Radio Africa                                        | Simbabwe                     | Exilbürger Simbabwes in London                    |                                                                                      |           |
| National Radio of the Arab-Saharan Democratic Republic | West-Sahara                  | Frente Polisario                                  | Unabhängigkeit der Westsahara                                                        |           |
| Radio Voz del Sahara Libre                             | West-Sahara                  | Frente Polisario                                  | Unabhängigkeit der Westsahara                                                        |           |

#### Asien
| Name                                                                                     | Zielgebiet                                | Betreiber                                                        | Zeitraum |
| ---------------------------------------------------------------------------------------- | ----------------------------------------- | ---------------------------------------------------------------- | -------- |
| Voice of Shari'a                                                                         | Afghanistan                               | Taliban                                                          |          |
| Voice of the United Muslim Fighters of Afghanistan                                       | Afghanistan                               | CIA finanzierte Guerillagruppe                                   |          |
| Radio Free Afghanistan                                                                   | Afghanistan                               | RFE/RL                                                           |          |
| Afghanistan Information Radio                                                            | Afghanistan                               | US-Militär                                                       |          |
| Voice of Justice                                                                         | Aserbaidschan                             | lokale Geschäftsleute                                            |          |
| Democratic Voice of Burma                                                                | Myanmar                                   | birmanische Exilanten                                            |          |
| Radio Free Asia                                                                          | Kambodscha, China, Laos, Myanmar, Vietnam | US-Regierung                                                     |          |
| Voice of Democratic Kampuchea                                                            | Kambodscha                                | Rote Khmer                                                       |          |
| Voice of the Khmer                                                                       | Kambodscha                                | KPNLF and FUCINPEC                                               |          |
| Voice of the National Army of Democratic Kampuchea                                       | Kambodscha                                | CGDK                                                             |          |
| Radio of the Provisional Government of National Union and National Salvation of Cambodia | Kambodscha                                | Rote Khmer                                                       |          |
| Republic of Abkhazia Radio                                                               | Georgien                                  | Abkhazian secessionist movement                                  |          |
| Voice of Jammu Kashmir Freedom                                                           | Teile Indiens                             | aufständische Mudschahedin                                       |          |
| Radio Dat                                                                                | Kasachstan                                | Vereinigung für die Demokratie in Asien                          |          |
| Echo of Hope                                                                             | Nordkorea                                 | Agency for National Security Planning                            |          |
| Voice of the People                                                                      | Nordkorea                                 | südkoreanische Streitkräfte                                      |          |
| Voice of Tibet                                                                           | Tibet und China                           | eine unabhängige Foundation                                      |          |
| New Star Broadcasting Station                                                            | VR China                                  | Taiwan (Rep. China)                                              |          |
| World Falun Dafa Radio                                                                   | VR China                                  | Organisation Falun Dafa                                          |          |
| Voice of China                                                                           | VR China                                  | Foundation for China in 21st Century, USA                        |          |
| Voice of the People’s Liberation Army                                                    | VR China                                  | taiwanischer Geheimdienst                                        |          |
| October Storm Broadcasting Station                                                       | VR China                                  | taiwanischer Geheimdienst                                        |          |
| Denge Mezopotamya                                                                        | Kurdistan                                 | Denge-Mezopotamya.com c/o www.airtime.be                         |          |
| Voice of the People of Kurdistan                                                         | Kurdistan                                 | P.U.K., USA                                                      |          |
| Voice of National Salvation                                                              | Südkorea                                  | NDFSK, eine nordkoreanische Guerilla-Gruppe                      |          |
| Hmong Lao Radio                                                                          | Laos                                      | United Lao Movement for Democracy, USA                           |          |
| Voice of Malayan Democracy                                                               | Malaysia                                  | Malaysian Communist Party                                        |          |
| Voice of the Tigers                                                                      | Sri Lanka                                 | LTTE                                                             |          |
| New Horizon Radio                                                                        | Vietnam                                   | Organisation CTM, Deutschland                                    |          |
| Radio Free Vietnam                                                                       | Vietnam                                   | Oppositionsgruppe Government of Free Vietnam, USA                |          |
| Voice of Kampuchea Krom                                                                  | Südvietnam                                | Khmer Kampuchea-Krom Federation (Independence for South-Vietnam) |          |
| Forum for Democracy                                                                      | Vietnam                                   | Vietnam Restoration Party                                        | 1994–97  |
| Que Huong Radio                                                                          | Vietnam                                   | Exil-Vietnamesen in den USA                                      |          |

#### Amerika
| Name                                             | Zielgebiet              | Betreiber                                               | Ziel | Zeitraum   |
| ------------------------------------------------ | ----------------------- | ------------------------------------------------------- | --- | ---------- |
| Radio Marti                                      | Kuba                    | USA (International Broadcasting Bureau)                 | Schwächung der Kubanischen Regierung                                                                                           |            |
| La Voz del C.I.D.                                | Kuba                    | CIA                                                     | Schwächung der Kubanischen Regierung                                                                                           |            |
| Radio Caiman                                     | Kuba                    | CIA                                                     | Schwächung der Kubanischen Regierung                                                                                           |            |
| Radio Clarin                                     | Dominikanische Republik | Secretaria de las Fuerzas Armadas Dominicanas           | |            |
| Radio Insurgente                                 | Mexiko                  | EZLN (Zapatisten)                                       | Für die Rechte der indigenen Bevölkerung Mexikos; für globale autonome Selbstverwaltung, gegen neoliberale Wirtschaftspolitik. | in Betrieb |
| Radio Zapote                                     | Mexiko                  | unterstützende Aktivisten der „EZLN“                    | |            |
| Radio Patria Libre                               | Kolumbien               | Frente del Guerra Central del E.L.N.                    | |            |
| Voz de la Resistencia, Cadena Radial Bolivariana | Kolumbien               | FARC-EP                                                 | | seit 1996  |
| Radio Peru                                       | Peru                    | Herr Vasquez Chacon                                     | |            |
| Resistencia Democrática Peru                     | Peru                    | Ex-Gesundheitsminister Dr. Caro                         | |            |
| Radio Liberté                                    | Haiti                   | RDDN Progressistes d’Haiti                              | | 1984/1985  |
| Radio Impacto                                    | Nicaragua               | CIA                                                     | | 1983–1990  |
| Radio Miskut                                     | Nicaragua               | Misurasata, a coalition within FDN                      | |            |
| Radio Quince de Septiembre                       | Nicaragua               | 15th of September Legion, the military arm of the ADREN | |            |
| Voz de Nicaragua Libre                           | Nicaragua               | ARDE                                                    | |            |
| Voz de la Libertad                               | Panama                  | Mitglieder des Panama City Rotary Clubs                 | |            |
| Radio Free Surinam                               | Surinam                 | Komitee zur Befreiung Surinams                          | |            |
| Radio Venceremos                                 | El Salvador             | People’s Revolutionary Army (ERP within FMLN)           | |            |
| Radio Farabundo Martí                            | El Salvador             | FPL (within FMLN)                                       | |            |
| Voz Patriotica                                   | El Salvador             | CCPD Committee                                          | |            |

## Das Hobby 'Clandestine'
Für einen Teil der dem Radiohobby nachgehenden Hörer ist ein spannendes Unterfangen neue oder nur periodisch sendende Stationen zum einen zu finden (Stichwort: schwächere Sendeleistung), zum zweiten zu identifizieren (oft nur in Landessprachen oder sogar nur in Dialekten sendend) und zum dritten entweder Mitschnitte zu fertigen und/oder den Empfang der Station anderen Hobbykollegen in der internen Fachpresse (DX-News, Clandestine-Bulletin, Clandestine Radio Watch) mitzuteilen.
Hilfreich bei der Suche sind ebenfalls die bestehenden deutschen Radioclubs und meist eine bestehende eigene Website der gesuchten Station. Eine gute Empfangsausrüstung in Form eines professionellen Weltempfängers mit entsprechender Außenantenne ist unumgänglich, da preiswerte Geräte in den meisten Fällen nur ein Rauschen wiedergeben, selbst wenn Sendezeit und Frequenz bekannt sind. Beim Clandestine-Radio-Hören benötigt man fast Amateurfunkähnliche Qualitäten und Abstimmungsmöglichkeiten des Receivers.

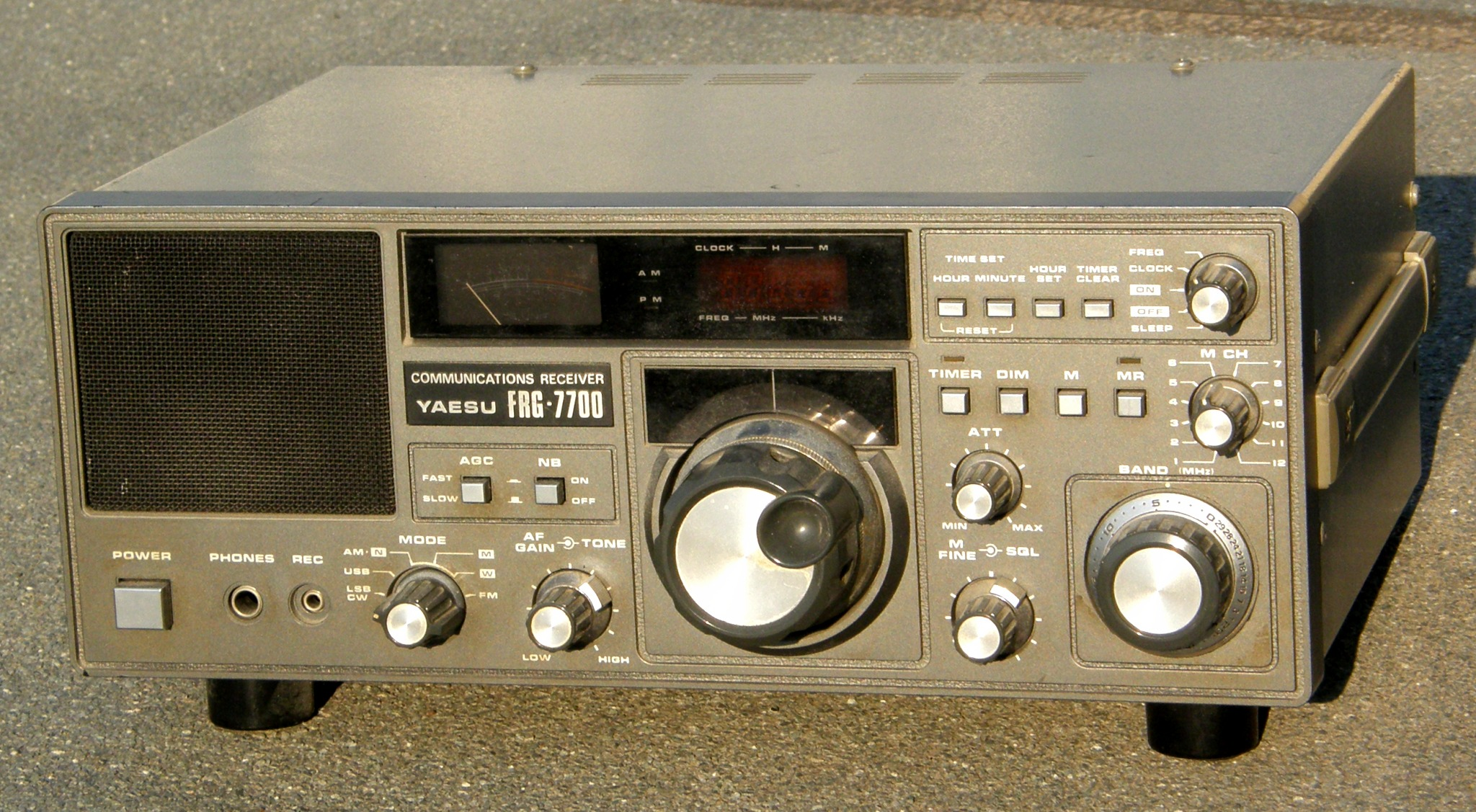
Weltempfänger FRG 7700

Eine Alternative zur teuren Ausrüstung ist die Jagd nach den seltenen Sendern entweder via eines sogenannten „Webreceivers“ oder via Livestreams im Internet oder aufgezeichneten Programmen, die ebenfalls im Internet zur Verfügung gestellt werden. Ein Webreceiver ist eine mit dem World Wide Web verbundene höchstwertige Empfangsanlage. Eine fachkundige Hörerschaft sammelt vor allem die exotischen und raren Stationsansagen bzw. Jingles und Aufnahmen von Pausensignalen. Als großer Erfolg gilt für die DXer eine Karte (QSL-Card), mit der die gehörte Station das Hörergebnis schriftlich bestätigt. Auch Wimpel respektive andere Beigaben verstärken die Freude am Hobby, da gerade die Ortung von Clandestine-Sendern neben den geschilderten technischen Gegebenheiten und deren Status als Geheim- oder Untergrundsender den besonderen Reiz ausmachen.
Dass das Hobby „Clandestines“ Auswirkungen auf die politische Weltgeschichte haben kann, bewies Michael „Mickey“ Gurdus. Der sechs Sprachen sprechende DXer lebt in Tel Aviv und wurde über Nacht in den Medien bekannt: 1974 putschten Militärtruppen in Zypern, um Präsident Erzbischof Makarios III. abzusetzen. Griechischen Radiomeldungen zufolge war Makarios inzwischen erschossen worden. Gurdus überwachte zu dieser Zeit von Israel aus eine Vielzahl von „Outband“-Frequenzen und war für dreierlei berühmt: für sein Zahlengedächtnis (Frequenz-Scanner gab es damals noch nicht), weiter für seine „fliegenden Zettel“ (seine Notizen) und drittens für seine Ausdauer beim Abhören der vielen Stationen; er verließ damals seinen Empfangsraum nicht einmal zum Essen oder Schlafen… Gurdus hörte plötzlich eine sehr schwache und kaum vernehmliche Ausstrahlung eines Notsenders mit nur zwei Worten: „Makarios si, Makarios si“. Er rief darauf in der unweit gelegenen zypriotischen Botschaft an und ließ sich die Übersetzung geben: „Makarios lebt!“. Eine Sensation. Er erkannte sofort die Bedeutung dieser Ansage und errechnete durch Kreuzpeilungen mit befreundeten DXern die ungefähre Position des Senders. Es stellte sich heraus, dass sich diese vor der Küste Zyperns im Meer befand. Michael Gurdus leitete die Information an das britische Militär vor Ort weiter. Die britischen Streitkräfte retteten Erzbischof Makarios aus einem Boot, in dem sich auch der Notsender befand. Später berichtete Makarios dem israelischen Botschafter in Zypern, dass er Gurdus sein Leben verdanke.

## Tonbeispiele
- Deutscher Freiheitssender 904ⓘ/?
- Alte Pausenansage der „Stimme Palästinas“ zu Beginn der damaligen AM-Ausstrahlung 1980ⓘ/?